# Daydream Believer
Daydream Believer is een nummer van de Amerikaanse band The Monkees. Het nummer werd uitgebracht op hun album The Birds, The Bees & The Monkees uit 1968. Op 25 oktober 1967 werd het nummer uitgebracht als de eerste single van het album.

## Achtergrond
Daydream Believer is geschreven door John Stewart en geproduceerd door Chip Douglas. Douglas was vrienden met Stewart, die korte tijd later het Kingston Trio zou verlaten, en kwam hem tegen tijdens een feest in het huis van folkzanger Hoyt Axton. Douglas vertelde dat hij nu producent was voor The Monkees en vroeg aan Stewart of hij een nummer had liggen dat zou werken voor de groep; Stewart bood hem Daydream Believer aan. Volgens Stewart is het het derde nummer in een trilogie van nummers over het leven in de buitenwijken van een grote stad. Hij vertelde dat getrouwde mensen in een idealistische waas beginnen, maar dat zij na een aantal jaren ontdekken hoe de ander echt is. Volgens hem is dat wanneer de echte liefde wordt bewezen.
Daydream Believer werd oorspronkelijk opgenomen voor het album Pisces, Aquarius, Capricorn & Jones Ltd. uit 1967, maar verscheen een jaar later pas op The Birds, The Bees & the Monkees. Het nummer werd gezongen door Davy Jones. Michael Nesmith speelde de gitaar, Peter Tork was te horen op de piano en Micky Dolenz verzorgde de achtergrondzang. Velen dachten dat het nummer weinig succes zou boeken; We Five en Spanky & Our Gang hadden het al afgeslagen, en zelfs Davy Jones was er niet tevreden mee. Oorspronkelijk zou het nummer verschijnen als de B-kant van de single Love Is Only Sleeping, maar een week voor het verschijnen van deze single werd ontdekt dat de Europese versie van de uitgave niet klaar waren, terwijl die van Daydream Believer dit wel waren. Hierdoor werd de laatste alsnog uitgebracht als A-kant van een single.
Daydream Believer werd een grote hit en bereikte de eerste plaats in de hitlijsten in onder anderen de Verenigde Staten, Canada, Ierland, Nieuw-Zeeland en Zuid-Afrika. Daarnaast kwam het in het Verenigd Koninkrijk tot de vijfde plaats en stond het ook in Australië, Duitsland, Oostenrijk en Zwitserland in de top 10. In Nederland bereikte het respectievelijk de vierde en derde plaats in de Top 40 en de Parool Top 20, terwijl in Vlaanderen de achtste plaats in de voorloper van de Ultratop 50 werd behaald.
Daydream Believer is gecoverd door diverse artiesten. John Stewart nam in 1971 zijn eigen versie op, terwijl de Canadese zangeres Anne Murray in 1979 met haar versie de twaalfde plaats in de Amerikaanse Billboard Hot 100 bereikte. In 2007 nam zij het opnieuw op als duet met Nelly Furtado. Andere artiesten die het nummer gecoverd hebben, zijn onder meer Atomic Kitten, Nick Berry, Susan Boyle, Boyzone, Classics IV, Four Tops, Lobo, Joe McElderry en Kevin Rowland.

## Hitnoteringen

### Nederlandse Top 40
| Hitnotering: 02-12-1967 t/m 17-02-1968 | Hitnotering: 02-12-1967 t/m 17-02-1968 | Hitnotering: 02-12-1967 t/m 17-02-1968 | Hitnotering: 02-12-1967 t/m 17-02-1968 | Hitnotering: 02-12-1967 t/m 17-02-1968 | Hitnotering: 02-12-1967 t/m 17-02-1968 | Hitnotering: 02-12-1967 t/m 17-02-1968 | Hitnotering: 02-12-1967 t/m 17-02-1968 | Hitnotering: 02-12-1967 t/m 17-02-1968 | Hitnotering: 02-12-1967 t/m 17-02-1968 | Hitnotering: 02-12-1967 t/m 17-02-1968 | Hitnotering: 02-12-1967 t/m 17-02-1968 | Hitnotering: 02-12-1967 t/m 17-02-1968 | Hitnotering: 02-12-1967 t/m 17-02-1968 |
| Week                                   | 1                                      | 2                                      | 3                                      | 4                                      | 5                                      | 6                                      | 7                                      | 8                                      | 9                                      | 10                                     | 11                                     | 12                                     |                                        |
| -------------------------------------- | -------------------------------------- | -------------------------------------- | -------------------------------------- | -------------------------------------- | -------------------------------------- | -------------------------------------- | -------------------------------------- | -------------------------------------- | -------------------------------------- | -------------------------------------- | -------------------------------------- | -------------------------------------- | -------------------------------------- |
| Positie                                | 40                                     | 26                                     | 17                                     | 9                                      | 6                                      | 4                                      | 4                                      | 4                                      | 6                                      | 8                                      | 13                                     | 24                                     | uit                                    |

### Parool Top 20
| Hitnotering: 09-12-1967 t/m 10-02-1968 | Hitnotering: 09-12-1967 t/m 10-02-1968 | Hitnotering: 09-12-1967 t/m 10-02-1968 | Hitnotering: 09-12-1967 t/m 10-02-1968 | Hitnotering: 09-12-1967 t/m 10-02-1968 | Hitnotering: 09-12-1967 t/m 10-02-1968 | Hitnotering: 09-12-1967 t/m 10-02-1968 | Hitnotering: 09-12-1967 t/m 10-02-1968 | Hitnotering: 09-12-1967 t/m 10-02-1968 | Hitnotering: 09-12-1967 t/m 10-02-1968 | Hitnotering: 09-12-1967 t/m 10-02-1968 | Hitnotering: 09-12-1967 t/m 10-02-1968 |
| Week                                   | 1                                      | 2                                      | 3                                      | 4                                      | 5                                      | 6                                      | 7                                      | 8                                      | 9                                      | 10                                     |                                        |
| -------------------------------------- | -------------------------------------- | -------------------------------------- | -------------------------------------- | -------------------------------------- | -------------------------------------- | -------------------------------------- | -------------------------------------- | -------------------------------------- | -------------------------------------- | -------------------------------------- | -------------------------------------- |
| Positie                                | 20                                     | 15                                     | 11                                     | 4                                      | 3                                      | 4                                      | 4                                      | 8                                      | 10                                     | 11                                     | uit                                    |

### NPO Radio 2 Top 2000
| Nummer met noteringen in de NPO Radio 2 Top 2000 | '99  | '00  | '01 | '02  | '03  | '04  | '05  | '06  | '07  | '08  | '09  | '10  | '11  | '12  | '13  | '14  | '15  | '16  | '17  | '18  | '19  |
| ------------------------------------------------ | ---- | ---- | --- | ---- | ---- | ---- | ---- | ---- | ---- | ---- | ---- | ---- | ---- | ---- | ---- | ---- | ---- | ---- | ---- | ---- | ---- |
| Daydream Believer                                | 1480 | 1248 | 906 | 1233 | 1150 | 1315 | 1472 | 1427 | 1682 | 1404 | 1268 | 1329 | 1497 | 1488 | 1306 | 1819 | 1951 | 1987 | 1983 | 1968 | 1725 |

1. ↑  Een vetgedrukt getal geeft de hoogste notering aan.
2. ↑  Deze tabel is bijgewerkt tot en met de laatste editie (2024).

## Trivia
- Darter James Wilson gebruikt het nummer als opkomstmuziek.[1]
- Het nummer is te horen in de videogame Far Cry New Dawn.[2]